# 毛羽毛現

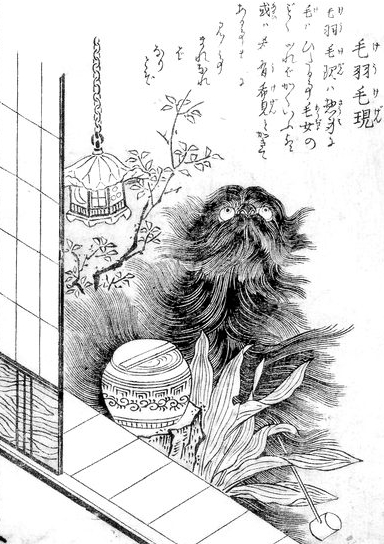
鳥山石燕『今昔百鬼拾遺』より「毛羽毛現」

水木しげるロードに設置されている「毛羽毛現」のブロンズ像

毛羽毛現（けうけげん、けうげげん）は、鳥山石燕の画集『今昔百鬼拾遺』にある毛むくじゃら姿の日本の妖怪。同画集の解説文では希有希見とも表記され、これは「稀にしか見ることがない」という意味である。文献によっては希有希現という漢字表記も見られる。
石燕による解説文には「惣身に毛生ひたる事 毛女のごとくなれば」と毛との関連から『列仙伝』などに記載されている体に毛の生えていたとされる中国の仙人「毛女」（もうじょ。秦の始皇帝に仕える宮女だったが、秦が滅んだために山中に逃れ、松葉を食べて生き延び、170年の歳月を経た末に空を飛ぶほど身の軽い仙人になった。体に毛が生えていたとされる。）がその姿の形容として挙げられている。
昭和・平成以降の妖怪関連の書籍では、毛羽毛現は家の周囲や床下のように湿った場所に棲み、これがいる家には調子の悪い人・病人が出るという解説や、病人を出す性質から疫神の一種と考えられるなどの解説が書かれている。しかし一方で、石燕による毛羽毛現についての記述そのものは毛だらけで稀にしか見ることがないという情報しかなく、このような解説は江戸時代の民間伝承に直接あたったものではないと指摘されている。

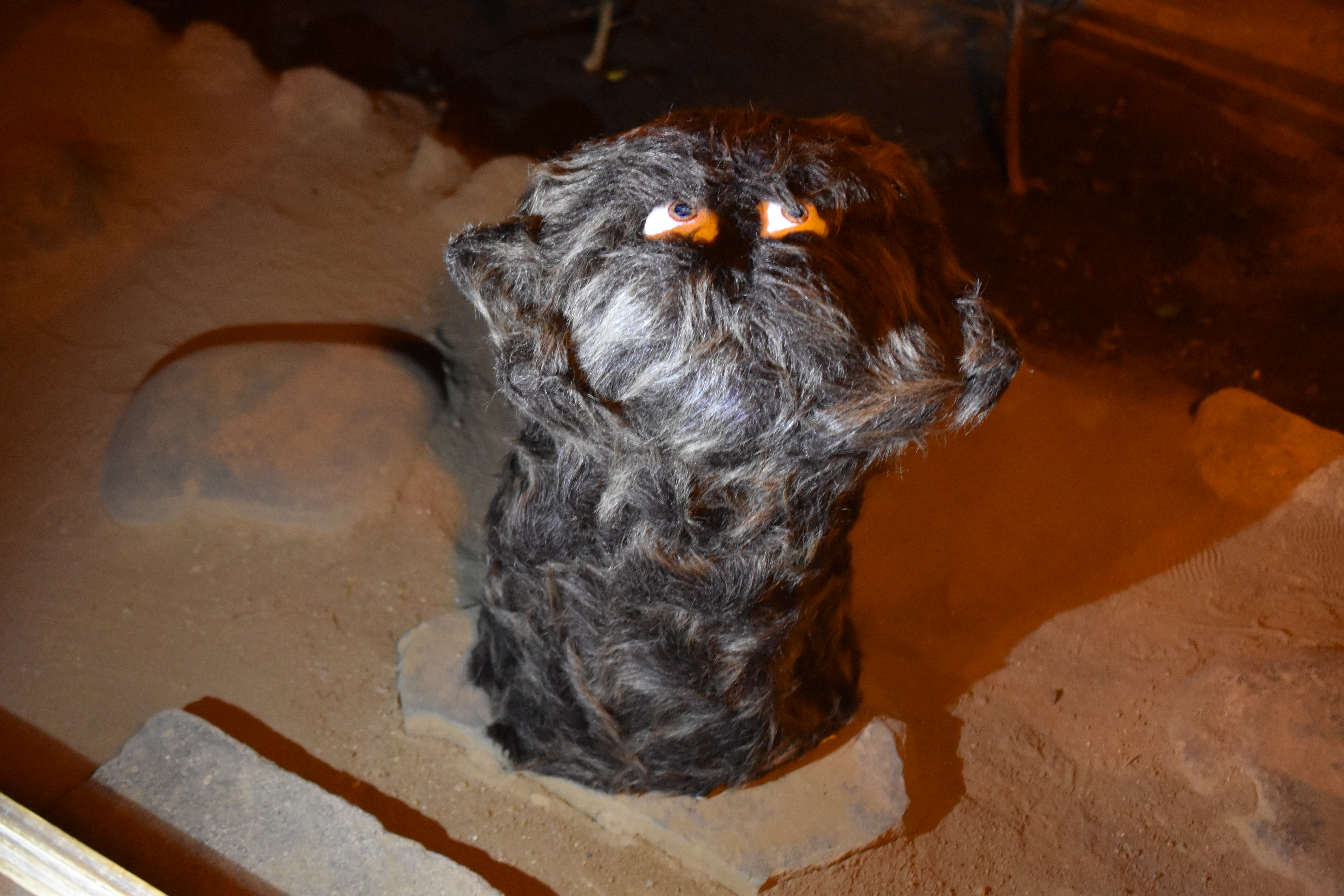
深川江戸資料館「お化けの棲家」の毛羽毛現